# Jihan al-Mosli
Jihan al-Mosli (em árabe: جهان الموصلي), 1908-1996, foi uma educadora e política síria. Em 1960 ela e Widad Haroun foram nomeadas para a Assembleia Nacional da República Árabe Unida, tornando-se nas primeiras mulheres sírias a entrar no parlamento.

## Biografia
Al-Mosli nasceu em Damasco em 1908, filha de Salih Mosli e Fátima al-Sidawi. A sua mãe morreu quando ela tinha três anos, evento após o qual ela foi criada pelo seu pai. Tendo demonstrado que podia memorizar passagens do Alcorão, ela foi enviada para a escola primária local para meninas. Mais tarde, ela frequentou a faculdade de formação de professores e obteve um bacharelato em 1927, após o qual estudou numa faculdade superior. Posteriormente, trabalhou como professora e tornou-se directora de uma escola secundária para meninas.
Ela parou de usar véu na década de 1940, e tornou-se uma activista pelos direitos das mulheres, exigindo o direito de votar e se candidatar. Depois de a União das Mulheres Árabes se ter mudado para Damasco, ela tornou-se membro do seu escritório executivo. Envolvida na política desde a década de 1920, quando se juntou a uma manifestação de apoio ao Bloco Nacional antes das eleições de 1928, em julho de 1960 al-Mosli foi nomeada para a Assembleia Nacional da República Árabe Unida ao lado de Haroun. Eles deixaram a Assembleia quando a Síria se separou da República Árabe Unida em setembro do ano seguinte.
Ela nunca se casou, e morreu em 1996.